# San Pascual (Masbate)
San Pascual è una municipalità di quarta classe delle Filippine, situata nella Provincia di Masbate, nella Regione di Bicol.
La municipalità è una delle 2 che formano l'isola di Burias.
San Pascual è formata da 22 baranggay:
- Boca Chica
- Bolod (Pob.)
- Busing
- Cueva
- Dangcalan
- Halabangbaybay
- Iniwaran
- Ki-Buaya (Rizal)
- Ki-Romero (Roxas)
- Laurente
- Mabini

- Mabuhay
- Malaking Ilog
- Mapanique
- Nazareno
- Pinamasingan
- Quintina
- San Jose
- San Pedro
- San Rafael
- Santa Cruz
- Terraplin (Pob.)